# Eublemma wagneri
Eublemma wagneri är en fjärilsart som beskrevs av Herrich-Schäffer 1851. Eublemma wagneri ingår i släktet Eublemma och familjen nattflyn. Inga underarter finns listade i Catalogue of Life.